# Ульяновка (Богодуховский район)
Ульяновка (укр. Улянівка) — село, Ульяновский сельский совет,
Богодуховский район, Харьковская область, Украина.
Код КОАТУУ — 6320888301. Население по переписи 2001 г. составляет 682 (324/358 м/ж) человек.
Является административным центром Ульяновского сельского совета, в который, кроме того, входят сёла Воскресеновка, Девятибратово, Ивановка, Корбины Иваны, Марьино, Шкарлаты и посёлок Заречное.

## Географическое положение
Посёлок Ульяновка находится в 2-х км от реки Рябинка (левый берег) и в 3-х км от реки Березовка.
В селе есть железнодорожная станция Купьеваха.

## История
- 1933 — дата основания.
- 1997 — от посёлка Ульяновка отделена его прибрежная часть, которая образовала село Ивановка.

## Экономика
- «Ульяновское», ОАО, производство сельскохозяйственной продукции.

## Объекты социальной сферы
- Клуб.
- Фельдшерско-акушерский пункт.

## Достопримечательности
- Братская могила советских воинов.